# 블라디미르 소프로니츠키

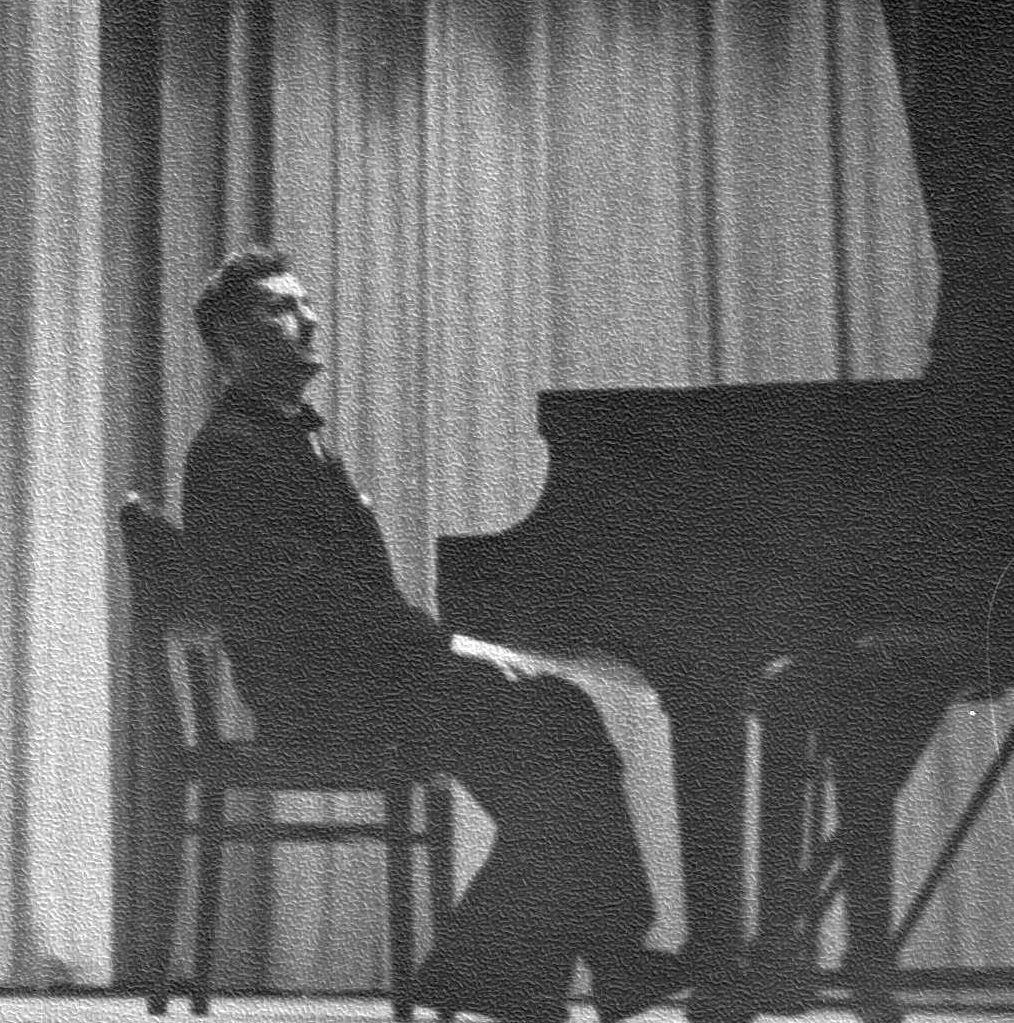

블라디미르 블라디미로비치 소프로니츠키(러시아어: Влади́мир Влади́мирович Софрони́цкий,1901년 5월 8일(율리우스력 4월 25일)    ~ 1961년 8월 29일)은 소련 - 러시아의 클래식 피아니스트로, 스크랴빈과 쇼팽의 해석으로 가장 잘 알려져 있다. 그의 딸이 캐나다 국적의 피아니스트 비비아나 소프로니츠키이다.
블라디미르 소프로니츠키는 상트페테르부르크에서 물리학 교사인 아버지와 예술인 집안의 어머니 사이에서 태어났다. 1903년 그의 가족은 바르샤바로 이주하여 처음에는 안나 레베데바-게체비치(니콜라이 루빈스타인의 제자)에게 피아노를 배웠고 이후 9살에는 알렉산더 미카로브스키에게 가르침을 받았다.
1916년부터 1921년까지 페트로그라드 음악원에서 레오니트 니콜라예프에게 배웠으며, 그곳에는 드미트리 쇼스타코비치, 마리아 유디나, 그리고
(1915년 사망한) 알렉산드르 스크랴빈의 장녀 엘레나 스크랴비나가 학생으로 있었다. 1917년 스크랴비나를 만나 1920년 결혼했다. 그는 일찌기 알렉산드르 스크랴빈의 피아노 음악에 대한 공감을 보였지만, 그는 결혼후 그의 아내와 처가식구를 통해 스크랴빈의 작품과 지적으로, 정서적으로 더 큰 연관성을 갖게 되었다. 소프로니츠키는 또한 작곡가 알렉산더 글라주노프와 음악학자이자 비평가인 알렉산드르 오솝스키에 의해 뛰어난 피아니스트로 칭송받았다.
그는 1919년에 첫 단독 콘서트를 했고. 1928년과 1929년 사이에 프랑스로 유일한 해외 연주를 했다. 이후 그가 소련 밖에서 공연한 유일한 경우는 1945년 포츠담 회담때 였는데, 갑자기 스탈린에 의해 동맹 지도자들을 위해 연주하게 된 것이었다.
소프로니츠키는 1936년부터 1942년까지 레닌그라드 음악원에서 가르쳤고, 사망할 때까지 모스크바 음악원에서 가르쳤다. 그는 1943년에 스탈린 상을 수상했으며 1942년 RSFSR의 명예 예술가로 선포되었다.
소프로니츠키 레퍼토리에는 스크랴빈, 쇼팽, 슈베르트, 슈만, 리스트, 베토벤, 랴도프, 라흐마니노프, 메트네르, 프로코피예프 등의 작품이 포함되었다.
소프로니츠키는 그의 고국에서 가장 높은 평가를 받았다. 스뱌토슬라프 리흐테르와 에밀 길렐스는 소프로니츠키를 존경했다. 소프로니츠키가 리히테르를 '천재'라 칭하자 리히테르는 그를 '신'으로 칭했다.
소프로니츠키 음반은  Arkadia, Arlecchino, Chant du Monde, 데논 클래식, Multisonic, 우라니아 및 비스타 베라와 같은 레이블과 필립스의 '20세기의 위대한 피아니스트'(Great Pianists of the Twentieth Century) 시리즈 및 브릴리언트 클래식(9장 CD) 등에서 발매되었다.